# Maribokredsen
Maribokredsen var en opstillingskreds i Storstrøms Amtskreds fra 1971 til 2006. I 1920-1970 var opstillingskredsen en del af Maribo Amtskreds. Kredsen var en valgkreds fra 1849 til 1919. Kredsen blev nedlagt i 2007. Området indgår nu i Sjællands Storkreds. 
Den 8. februar 2005 var der 28.299 stemmeberettigede vælgere i kredsen.
Kredsen rummede i 2005 flg. kommuner og valgsteder::
1. Holeby Kommune
  1. Bursø
  2. Errindlev
  3. Fuglse
  4. Holeby
2. Maribo Kommune
  1. Askø
  2. Bandholm
  3. Hillested
  4. Hunseby
  5. Maribo
  6. Stokkemarke
  7. Østofte
3. Nysted Kommune
  1. Døllefjelde
  2. Kettinge
  3. Nysted
  4. Øster Ulslev
4. Rødby Kommune
  1. Brandstrup
  2. Rødby
  3. Rødbyhavn
5. Sakskøbing Kommune
  1. Majbølle
  2. Radsted
  3. Sakskøbing
  4. Slemminge
  5. Tårs
  6. Våbensted

## Folketingsmedlemmer valgt i Maribokredsen
I Trap Danmarks 5. udgave er angivet de valgte folketingsmedlemmer i Maribokredsen (Maribo Amts 2. valgkreds) fra det første folketingsvalg i 1849, til kredsen ophørte som en selvstændig valgkreds:
- 1849-1852: Frederik Schiøtt, sognepræst (Højre)
- 1852-1853: Christian Jørgensen, redaktør (liberal)
- 1853-1857: Georg Aagaard, prokurator (nationalliberal)
- 1857-1864: Andreas Krogh, sognepræst (nationalliberal)
- 1864-1866: C.J. Blak, arvefæster (Venstre)
- 1866     : J.R. Dein, redaktør (nationalliberal)
- 1866-1877: N.C. Frederiksen, professor (Venstre)
- 1877-1879: Lars Larsen, gårdejer (Venstre)
- 1879-1881: P.M. Lund, sognepræst (Højre)
- 1881-1887: Julius Wederkinck-Madsen, translatør, dr.phil. (Venstre)
- 1887-1890: Thomas Johannsen, lærer (Højre)
- 1890-1892: Lars Larsen, gårdejer (Venstre)
- 1892-1898: Thomas Johannsen, lærer (Højre)
- 1898-1906: Ole Olsen, gårdejer (Venstrereformpartiet)
- 1906-1910: Christian Reventlow, redaktør (løsgænger)
- 1910-1913: N.P. Kristjansen, gårdejer (Venstre)
- 1913-1918: P. Pedersen Killerup, gårdejer (Radikale Venstre)